# Rhopalopyx tianshanica
Rhopalopyx tianshanica är en insektsart som beskrevs av Mitjaev 1969. Rhopalopyx tianshanica ingår i släktet Rhopalopyx och familjen dvärgstritar. Inga underarter finns listade i Catalogue of Life.